# 衡龙桥镇
衡龙桥镇，是中华人民共和国湖南省益阳市赫山区下辖的一个乡镇级行政单位。

## 行政区划
衡龙桥镇下辖以下地区：
衡龙桥村、槐奇岭村、清水寺村、桐子岭村、河图村、樟树咀村、高家桥村、黄土坑村、白石塘村、槽门湾村、湘江西村、华林村、衡新社区，共有12个村、1个社区。

## 历史沿革
满清统治时期，隶属下乡片二十里。
中华民国，隶属云龙乡。
1949年9月，仍隶属泉交区（1950年改称第四区）。
1952年5月，从第四区划出衡龙桥、白石塘、大泉成立第十二区即衡龙桥区。
1956年6月，成立衡龙桥乡。
1958年9月，由衡龙桥、白石塘、大泉3乡合并成立衡龙桥人民公社。
1961年3月，设立6个区，衡龙桥公社隶属沧水铺区。
1984年1月，撤销人民公社恢复衡龙桥乡。
1992年9月，衡龙桥乡改为衡龙桥镇。
1995年10月，与槐奇岭乡合并建立衡龙桥镇。
2006年1月，与白石塘乡合并组建新的衡龙桥镇。

## 地理环境

### 位置区域
衡龙桥镇地处赫山区东南部，东部和南部与长沙市宁乡市毗邻，西与沧水铺镇接壤，北与泉交河镇相连。 

### 地形地貌
衡龙桥镇属平原到丘陵的过渡地带，东部为平原，西部为丘陵。

### 水文
属湘江水系，源于宁乡市的侍郎河（又名白石塘河）流经镇域15千米；泉右支河流经镇域11千米；撇洪干河流经镇域8千米；谭家桥支河流经镇域8千米。

## 交通运输

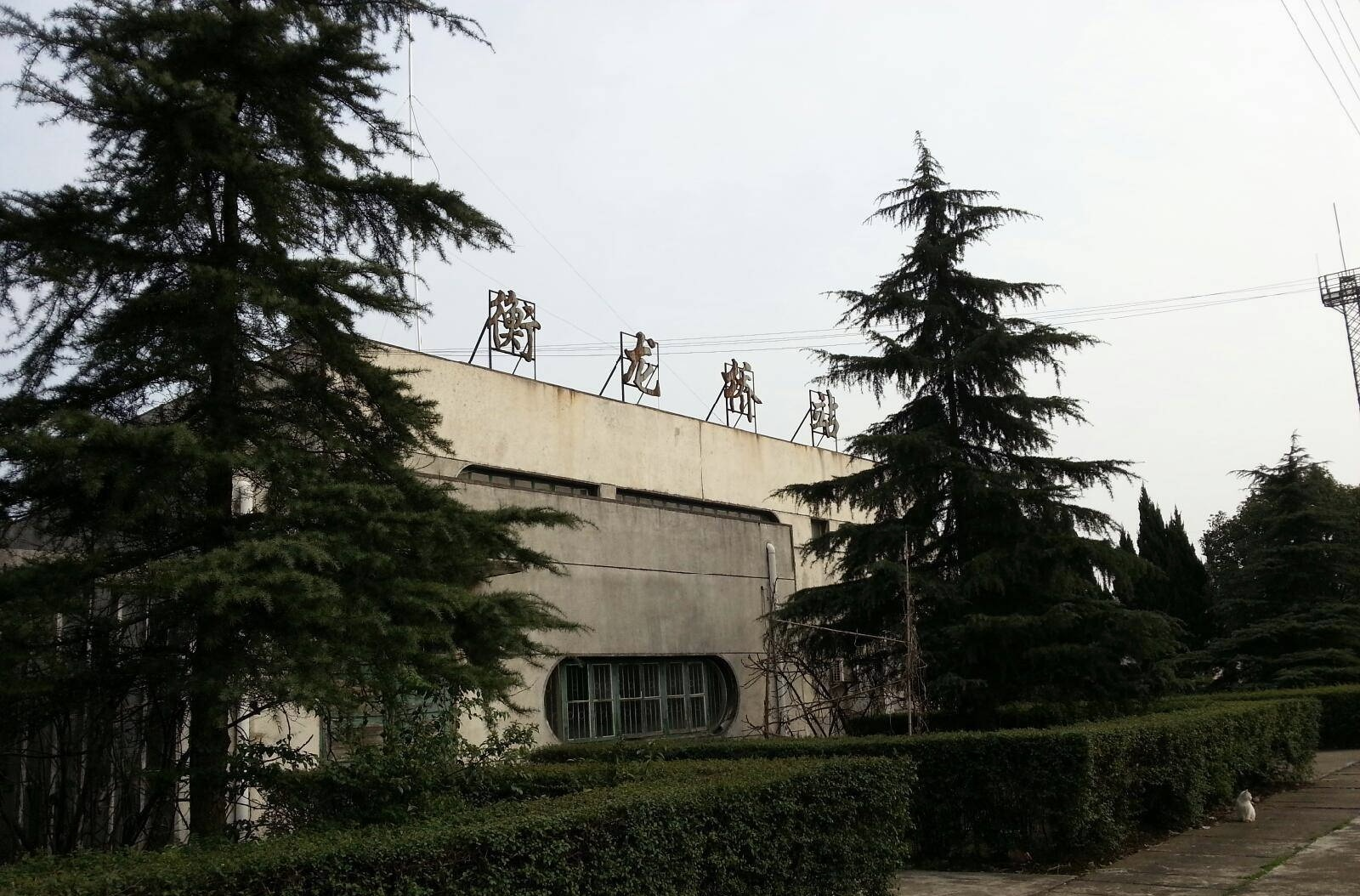
衡龙桥镇火车站

衡龙桥镇境内有工业路、工业二路、工业南路、工业东路、幸福路、发展路、文明路，G319国道（台湾高雄-四川成都）、益宁城际公路、G5513长张高速公路(设湘江西互通）、S01宁韶高速（设衡龙互通）、长沙北横高速（在建）及长石铁路（设衡龙桥站，不办理业务）、渝长厦高速铁路境内穿过。

## 人文教育
义务教育：衡龙桥镇中心学校（含莲花教学点）、衡龙桥镇学校、衡龙桥镇白石塘学校、衡龙桥镇水口庙学校、衡龙桥镇潮云学校、衡龙桥镇桐子岭学校、衡龙桥镇八一学校、衡龙桥镇樟树咀学校、衡龙桥镇南岳坪学校、衡龙桥镇松树桥学校、衡龙桥镇石咀岭学校、衡龙桥镇黄土坑学校等。
幼儿园：衡龙桥镇中心幼儿园、衡龙桥镇白石塘中心幼儿园、衡东幼儿园（民办）等。

## 经济
| 年份 | GDP（亿元） | 固定资产投资（亿元） | 规模以上工业增加值（亿元） | 国、地两税收入（万元） | 财政收入（万元） | 城乡居民收入（万元） |
| ---- | ----------- | -------------------- | -------------------------- | ---------------------- | ---------------- | -------------------- |
| 2011 | ？          | ？                   | ？                         | 2700.0                 | 4410             | 0.73                 |
| 2017 | 18.80       | 11.20                | 10.50                      | 2254.0                 | 6024             | 1.93                 |
| 2019 | 21.22       | 10.10                | 10.75                      | 3263.0                 | 8000             | 2.21                 |
| 2020 | 22.60       | 13.80                | 11.70                      | 3213.2                 | 8100             | 2.24                 |
| 2021 | 23.66       | 21.40                | 12.98                      | 3333.0                 | ？               | ？                   |
| 2022 | 25.62       | ？                   | ？                         | ？                     | 8300             | 2.58                 |
| 2023 | 27.13       | ？                   | ？                         | ？                     | ？               | ？                   |

## 落户企业
韶峰水泥有限公司、湘浙编织袋厂、新湘润滑油厂、衡龙桥煤炭供应站、华泰编织袋厂、衡龙桥印刷厂、衡龙桥纸箱厂、衡龙桥包装厂、衡龙桥镇冻肉厂、衡龙桥股份福利综合厂、银源机械厂、益阳市方向橡胶制品有限公司、红利内燃机配件厂、星火茶厂、巧巧茶厂等。

## 政治
| 镇委书记                | 镇长                    | 镇人大主席        |
| ----------------------- | ----------------------- | ----------------- |
| 陈哲杰（？-2017年）     | 黄新恩（？-2020年）     |                   |
| 周开晨（2017年-2022年） | 徐剑森（2020年-2022年） |                   |
| 徐剑森（2022年-）       | 贺尚武（2022年-2024年） |                   |
| 徐剑森（2022年-）       | 符栋（2024年-）         | 刘建军（2024年-） |

## 文化及景点
衡龙古桥、衡龙寺

### 语言
属新湘语-长益片-长宁小片